# Tetraclita floridana
Tetraclita floridana is een zeepokkensoort uit de familie van de Tetraclitidae. De wetenschappelijke naam van de soort is voor het eerst geldig gepubliceerd in 1916 door Pilsbry.